# Gloriemot
De gloriemot (Chrysoesthia drurella) is een nachtvlinder uit de familie Gelechiidae (tastermotten). De spanwijdte bedraagt tussen de 7 en 9 millimeter.
Waardplanten van de rups zijn ganzenvoetsoorten en meldesoorten. De gloriemot komt voornamelijk voor in de buurt van landbouwgronden.
De vlinder vliegt in twee generaties per jaar. De eerste in mei en juni en de tweede in augustus en september.